# Maison de Seny
À ne pas confondre avec la Maison Senny à Filot
Le maison de Seny est un immeuble classé de la section de Boëlhe faisant partie de la commune de Geer en Belgique (province de Liège).

## Localisation
Les bâtiments de cette ancienne ferme se situent au sud-ouest du village hesbignon de Boëlhe, le long de la rue d'Abolens, au no 23.

## Historique et description
La ferme est construite au début du XIXe siècle.
La maison de Seny se compose de trois bâtiments indépendants quoique placés en U et formant une cour intérieure limitée au sud par un muret une grille d'accès entre piliers le long de la rue. 
Le corps de logis est le bâtiment construit au nord de l'ensemble dans le style néo-classique. Par ses dimensions (façade d'une longueur d'environ 21 mètres), il a plutôt l'aspect d'un petit château ou d'un manoir. Cet édifice bâti en brique présente des façades avant et arrière symétriques de sept travées à double corps de deux niveaux. Les encadrements des baies rectangulaires sont réalisés en pierre calcaire comme les pilastres à refends aux angles du bâtiment. La travée centrale est plus large que les travées latérales. Sous la corniche de la façade avant, on dénombre dix-huit trous de boulin. La toiture percée de lucarnes se compose de deux pans principaux d'ardoises.

## Classement
La maison de Seny (totalité du grillage et des piliers, les façades et les toitures du corps de logis, des écuries, de la grange et de l'aile des domestiques), rue d'Abolens, n°23 est reprise sur la liste du patrimoine immobilier classé de Geer depuis le 28 mars 1983. La maison de Seny est un immeuble d'habitation privé et ne se visite pas.

## Sources et liens externes
- Inventaire du patrimoine immobilier culturel
- Cirkwi.com